# 木造教会
木造教会（英語: Wooden Churches, ルーマニア語: Biserici de lemn, スロバキア語: Drevený kostol, チェコ語: Dřevěný kostel, ドイツ語: Holzkirche, イタリア語: Chiesa di legno, フランス語: Église en bois, ノルウェー語: stavkirke）は、北欧・ロシア・東ヨーロッパなどを中心に世界中に分布する、木造の教会のこと。
特に古い建築の多くは、世界遺産への登録が始まっている。

## 分布と主な建築
（ここでは、復元を除いて戦前に竣工されたものを挙げる）

#### 日本

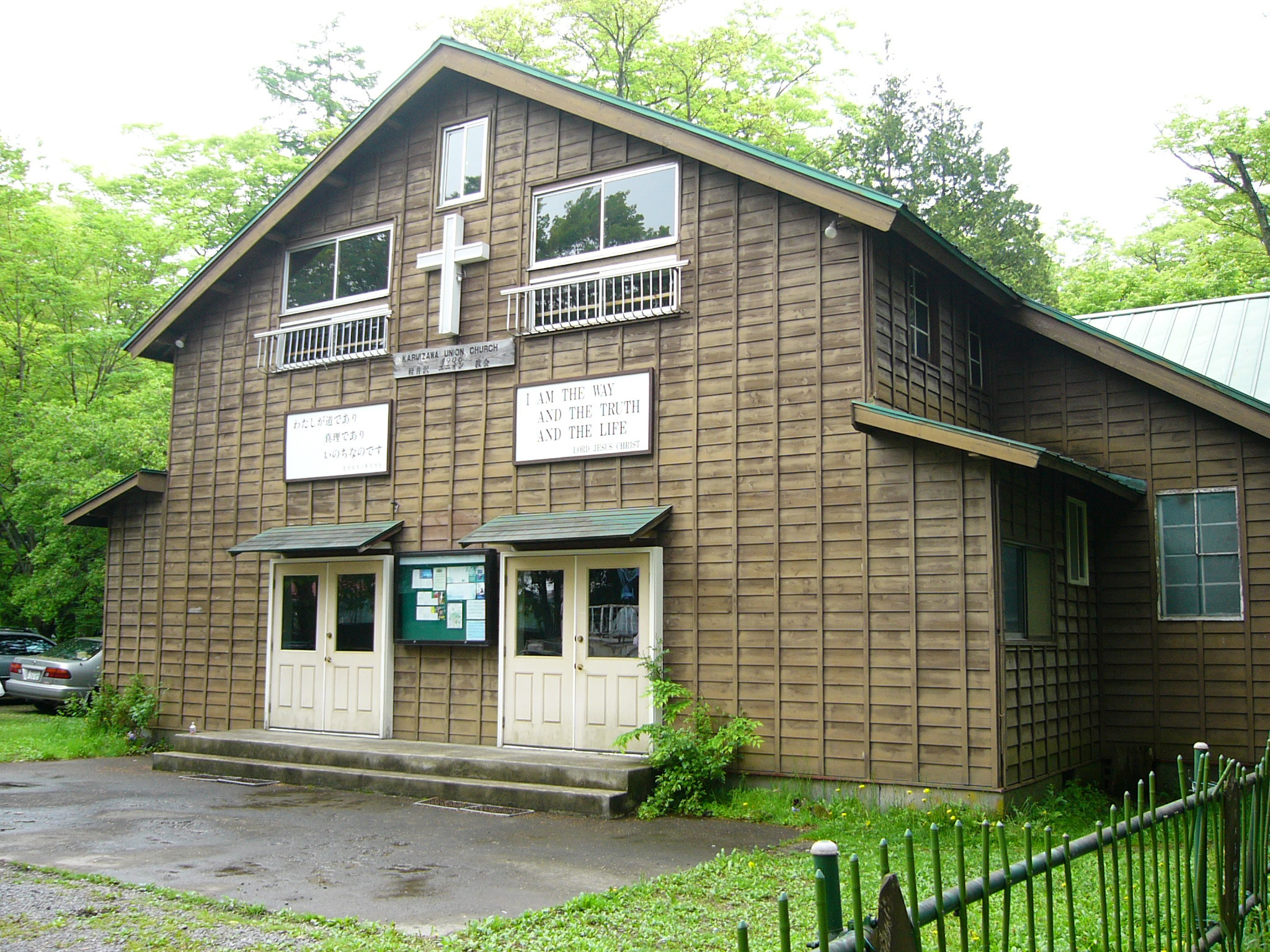
軽井沢ユニオンチャーチ

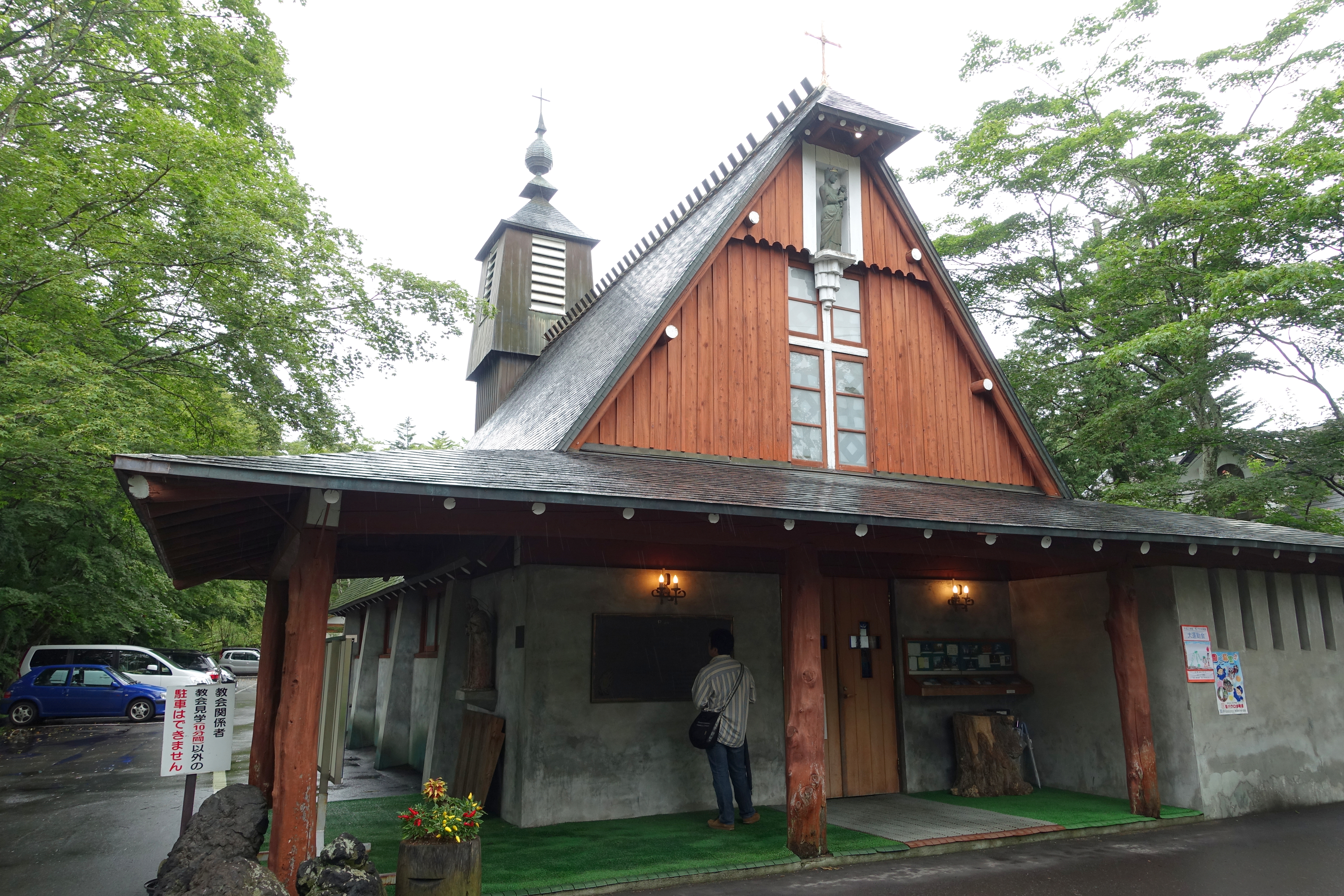
軽井沢聖パウロカトリック教会

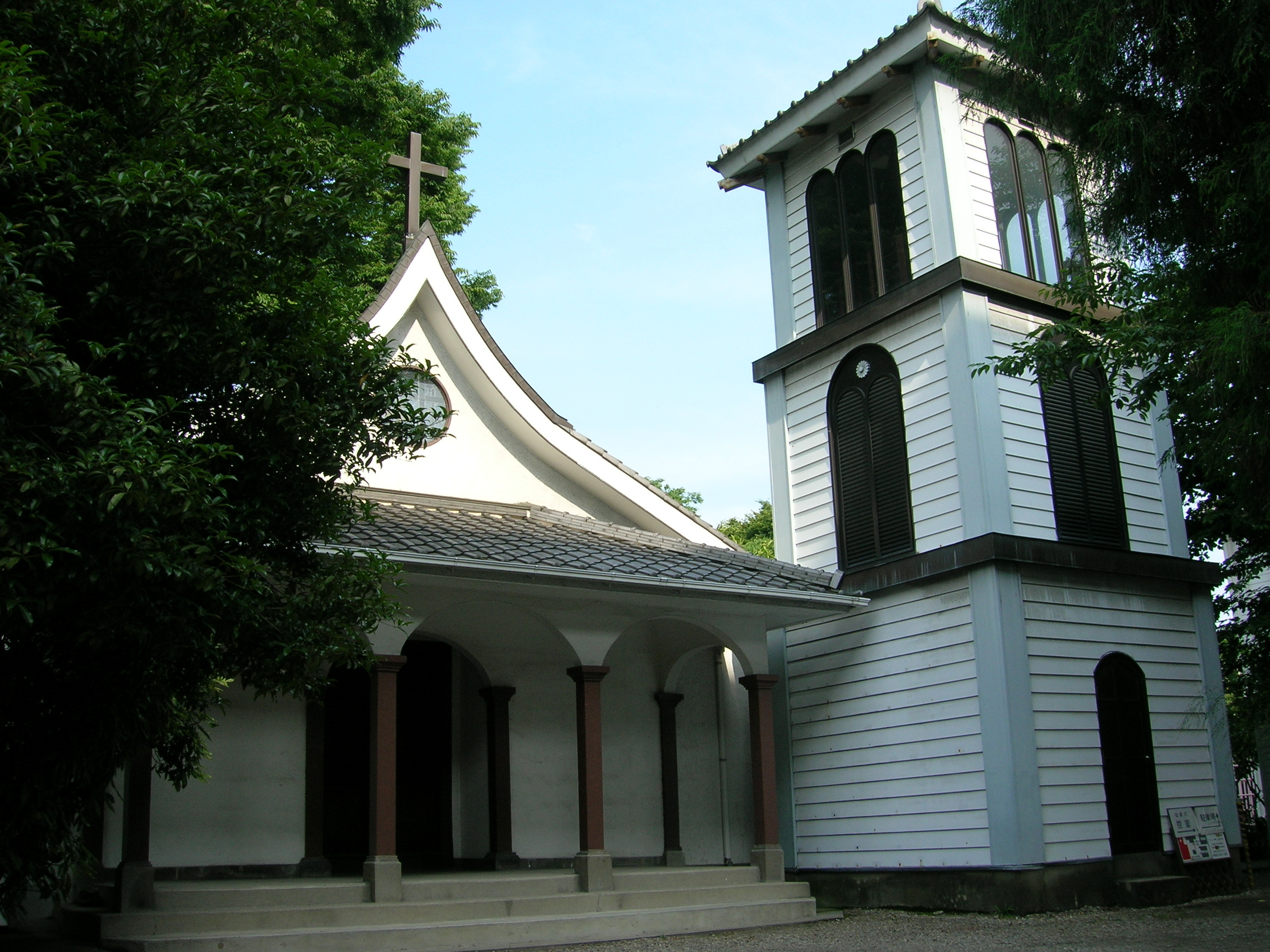
カトリック主税町教会

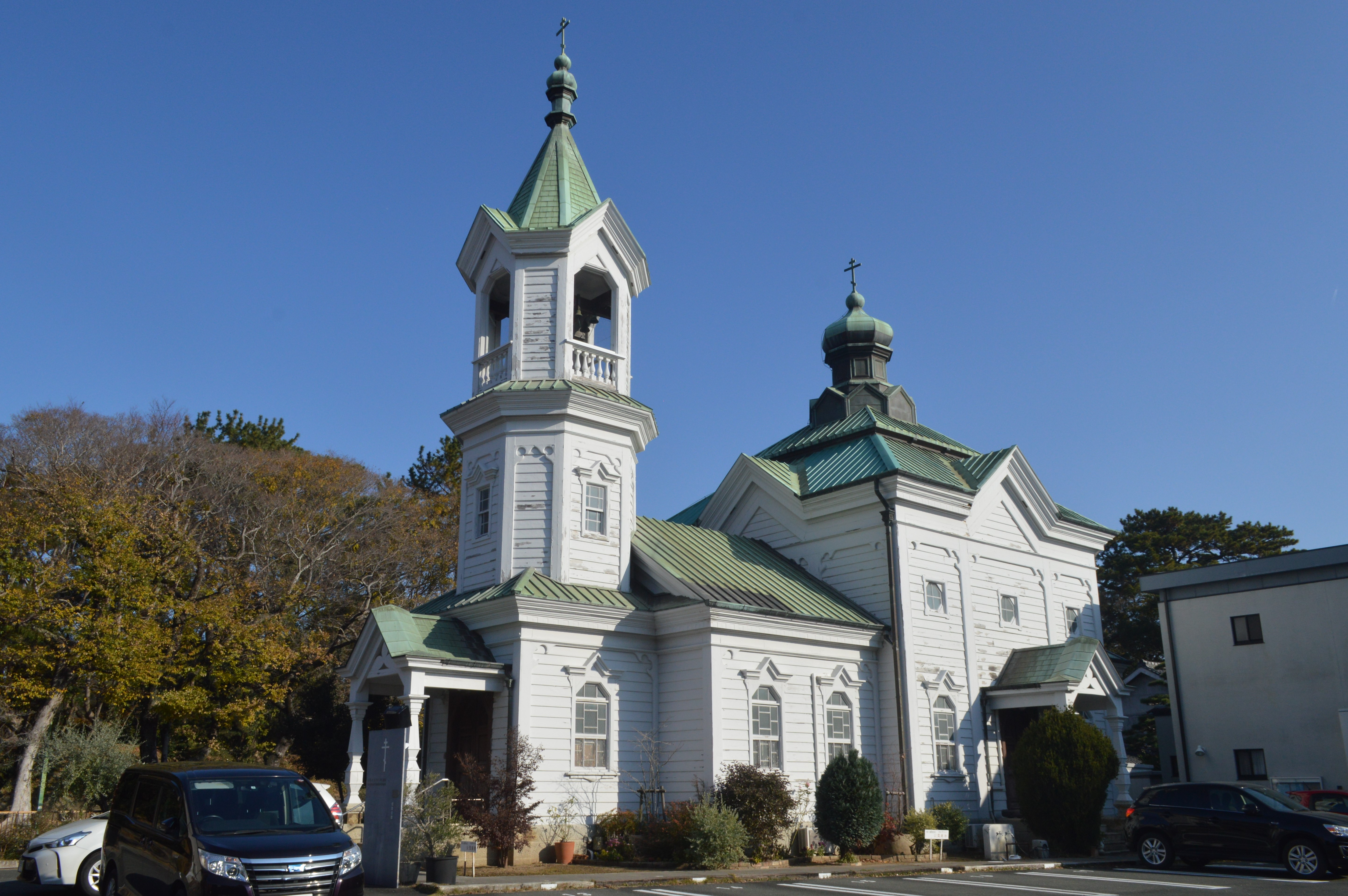
豊橋ハリストス正教会

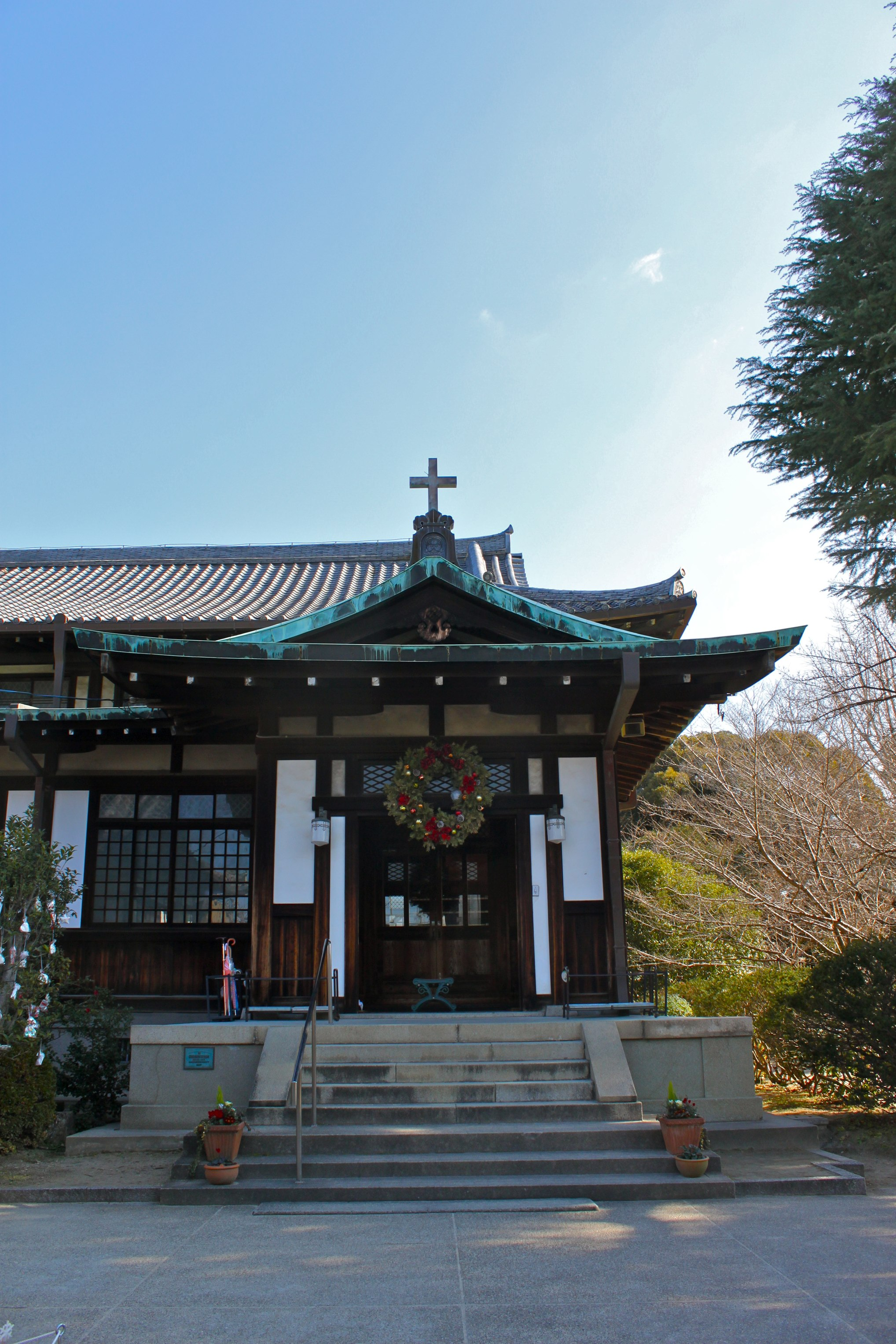
奈良基督教会

### アジア

#### 軽井沢町
- 軽井沢ショー記念礼拝堂
- 軽井沢ユニオンチャーチ（ウィリアム・メレル・ヴォーリズ設計）
- 日本基督教団軽井沢教会（ウィリアム・メレル・ヴォーリズ設計）
- 軽井沢聖パウロカトリック教会
  - アントニン・レーモンド設計で、近代木造建築の代表的な作品の一つ。ただし完全な木造建築ではない。

#### その他市町村
- 江袋教会（長崎県新上五島町）
  - 日本最古の木造教会とされたが、2007年に全焼し、復元。
- 江上天主堂（長崎県五島市）
- 乙女峠マリア聖堂（島根県津和野町）
- カトリック主税町教会（愛知県名古屋市）
- 豊橋ハリストス正教会（愛知県豊橋市）
- 日本基督教団大阪住吉教会（大阪府大阪市）
- 鶴岡カトリック教会天主堂（山形県鶴岡市）
- 石巻ハリストス正教会（宮城県石巻市）
  - 旧会堂である聖使徒イオアン会堂は、現存するものとしては日本最古の木造教会
- 奈良基督教会（奈良県奈良市）
  - 純和風建築のユニークな教会
- 日本基督教団千葉教会（千葉県千葉市）
- 根津教会（東京都文京区）

#### 台湾

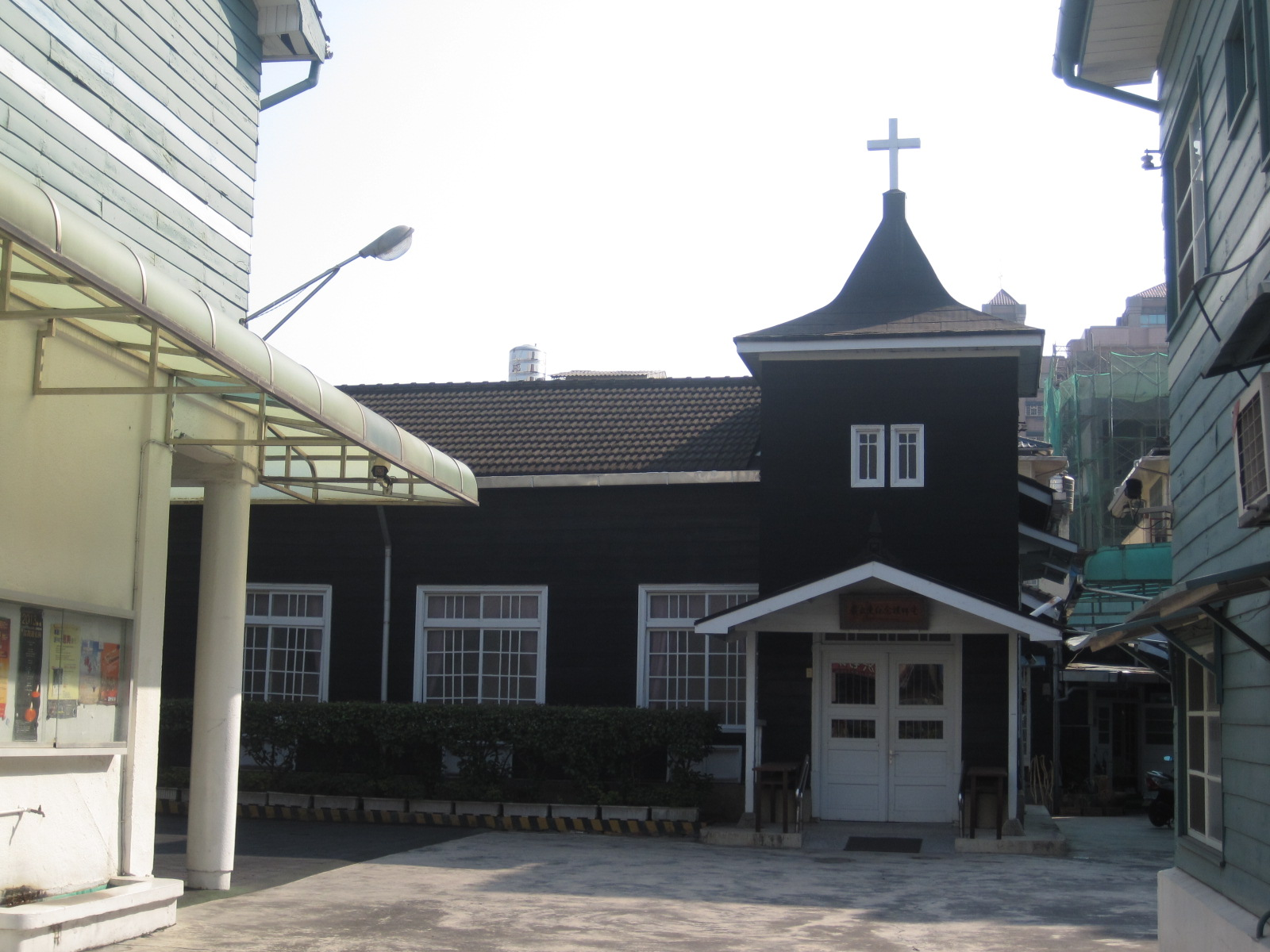
台湾基督長老教会嘉義西門教会

##### 嘉義市
- 台湾基督長老教会嘉義西門教会（嘉義市）
  - 嘉義市指定旧跡で、台湾のユニークな木造教会[1]。

### ロシア

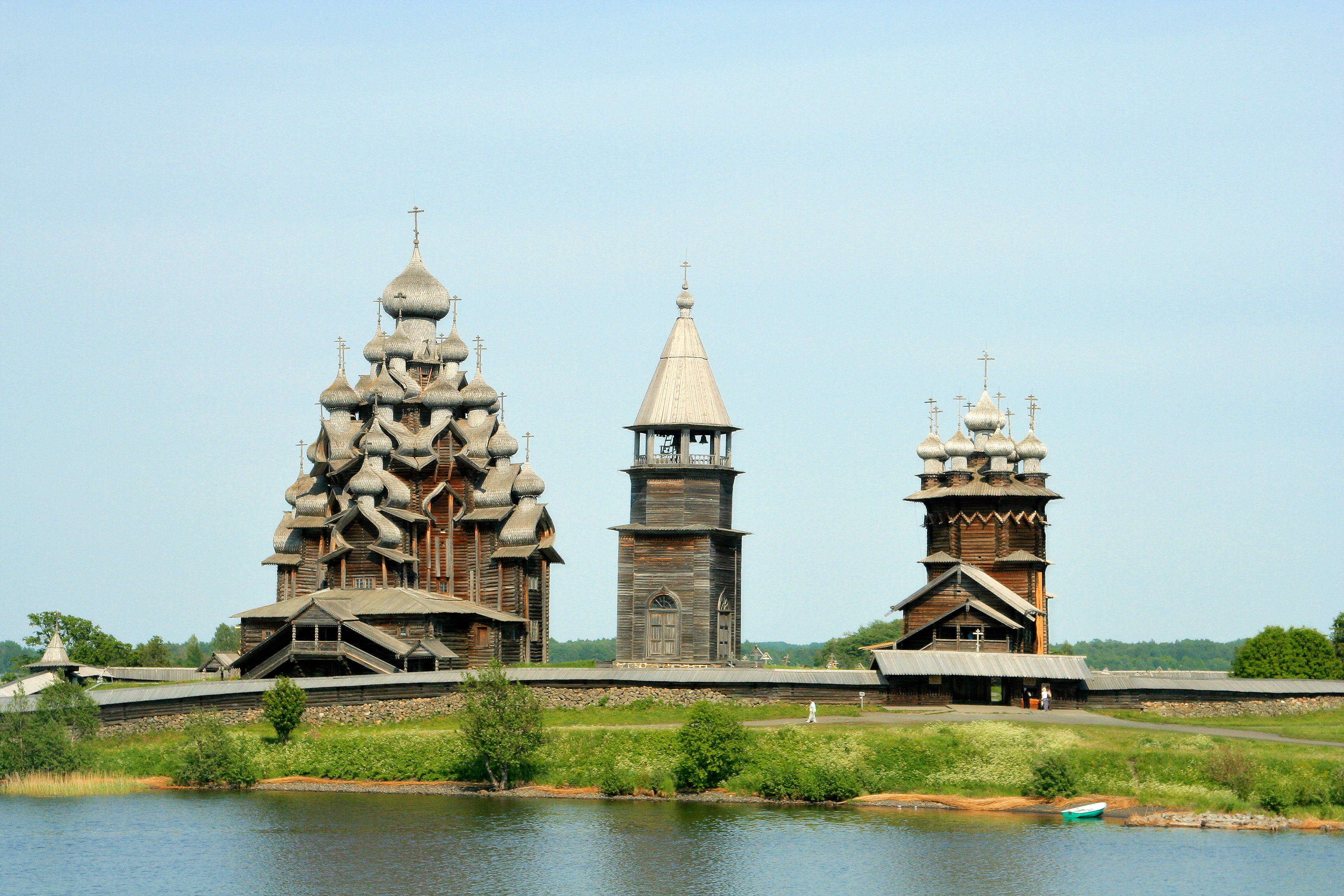
キジ島の木造教会群

- オネガ湖・キジ島 Kizhi の木造建築群
ロシア北部各地から教会・風車などが移築されている。1774年竣工の救世主顕栄教会（プレオブラジェンスカヤ教会）は斧一つで作ったといわれ、22のクーポル（タマネギ型屋根）を持ち、「丸屋根の幻想」と称される。釘が使われていないことでも知られる。

### 北欧

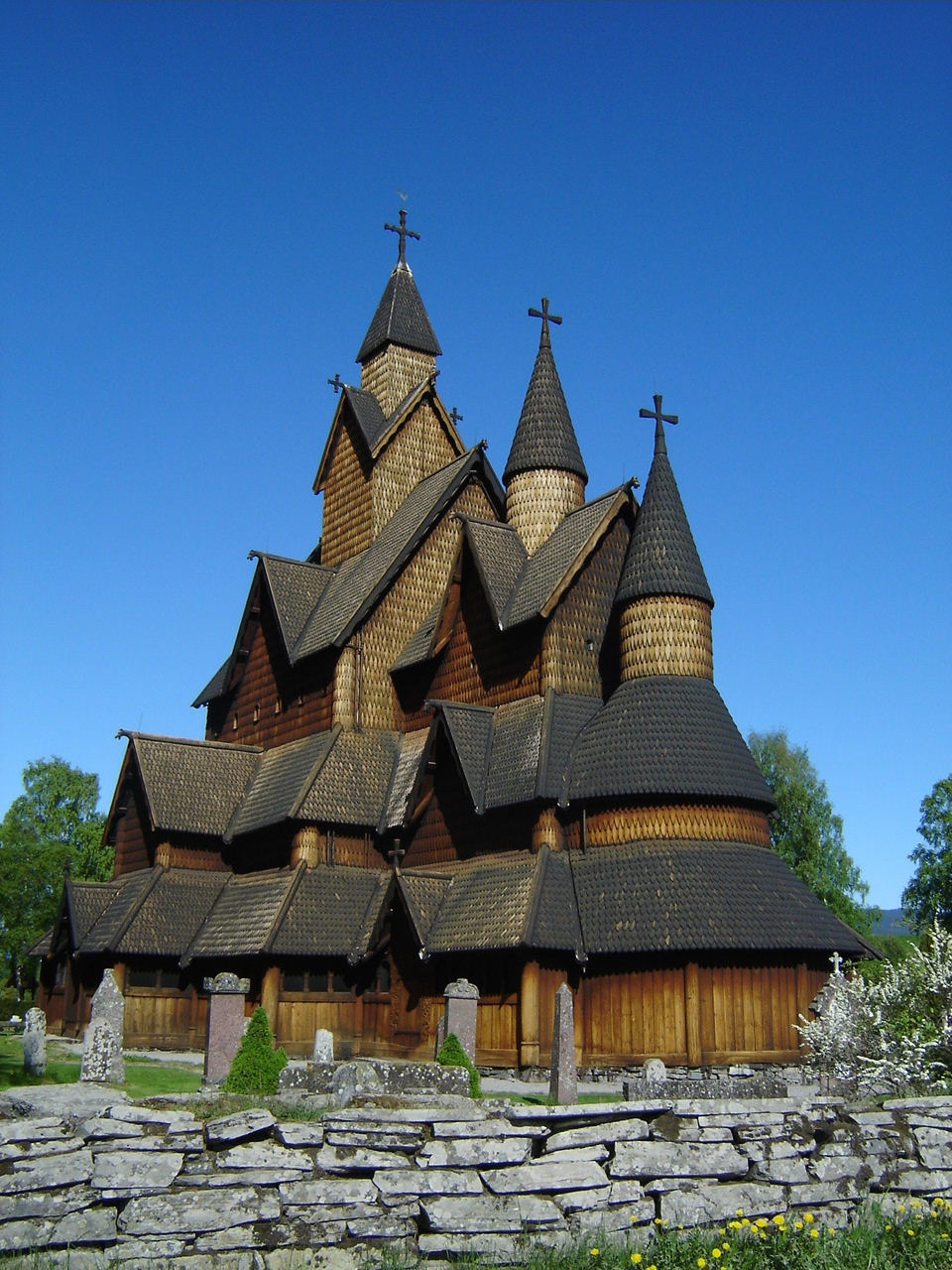
ノルウェーのヘッダール・スターヴ教会

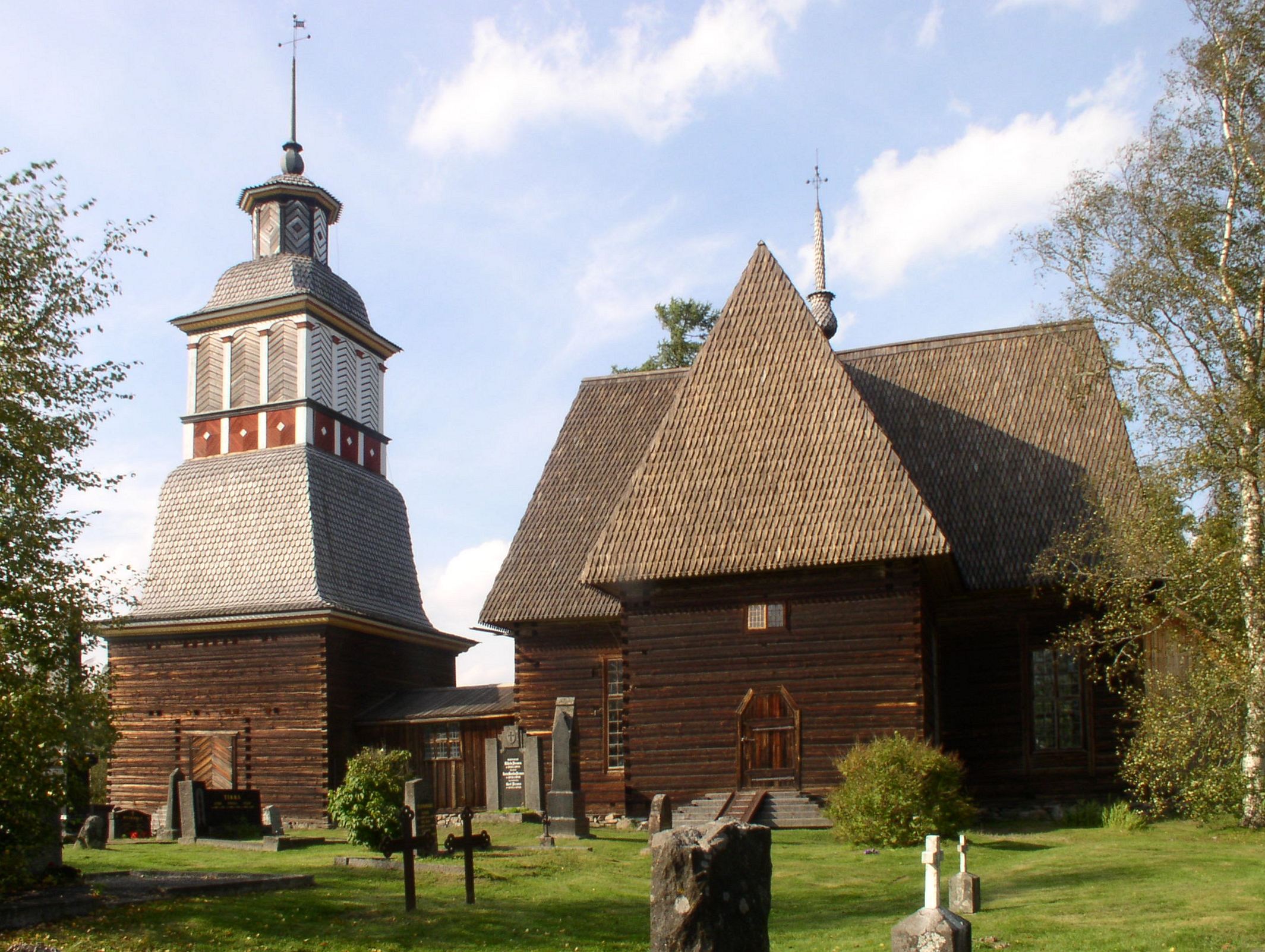
フィンランドのペタヤヴェシの古い教会

- フェロー諸島

Strendur
Norðragøta
- ノルウェー

ウルネスの木造教会
カウパンゲル・スターヴ教会 Kaupanger stave church
ホッペルシュタ・スターヴ教会 Hopperstad stave church
ボルグンド・スターヴ教会 Borgund stave church
レインリ・スターヴ教会
ヘッダール・スターヴ教会
ゴル・スターヴ教会
ファントフト・スターヴ教会
- フィンランド

ペタヤヴェシの古い教会

### イングランド
- Greensted Church

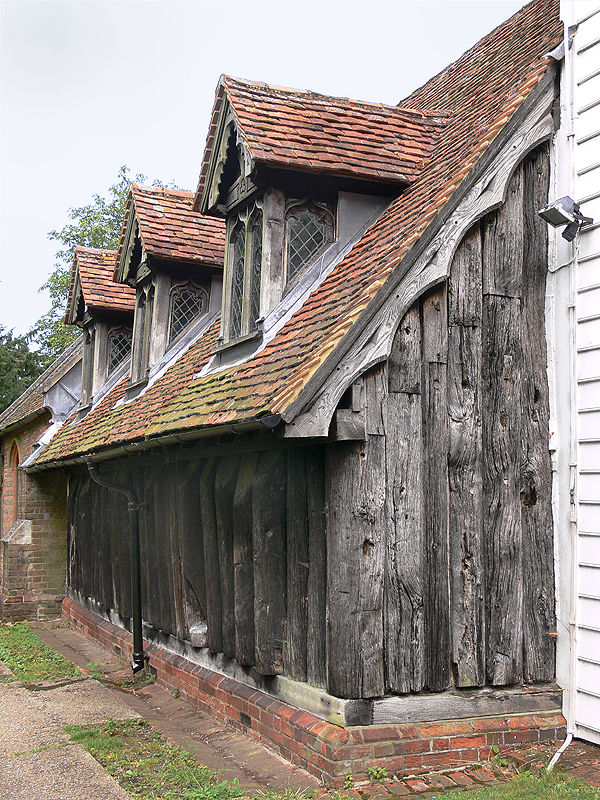
Greensted Churchの木造部分

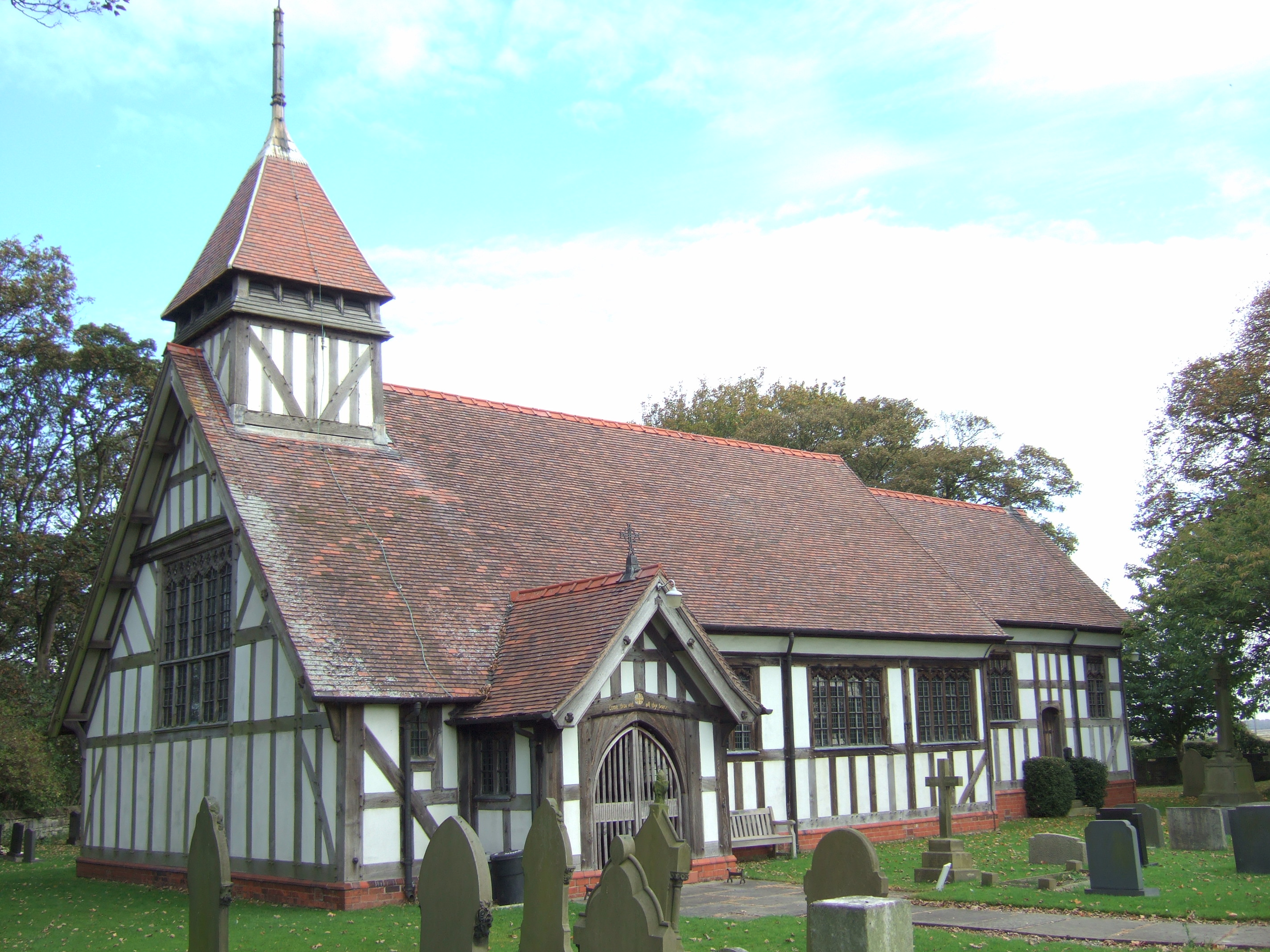
St Michael and All Angels Church, Altcar

  - 現存する世界最古の木造教会とされ、その歴史は9世紀までさかのぼる。現在では改築により大部分が石造で一部木造となっている。
- St Michael and All Angels Church, Altcar
- St Paul's Church, Boughton
- St Catherine-by-the-Sea, Holworth
- St James' and St Paul's Church, Marton
- St Lawrence's Church, Denton

### アメリカ

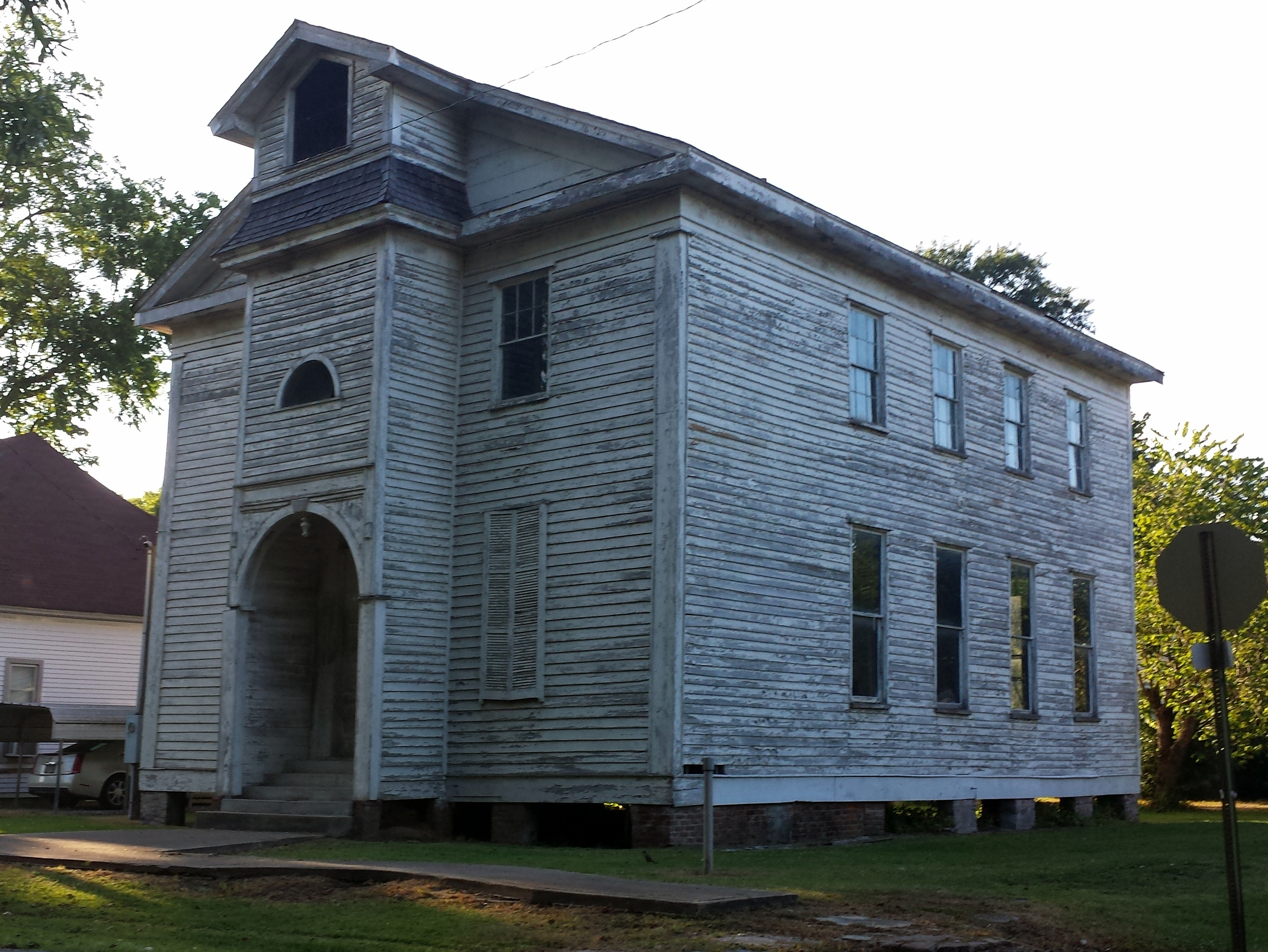
Cumberland Presbyterian Church (Clarendon, Arkansas)

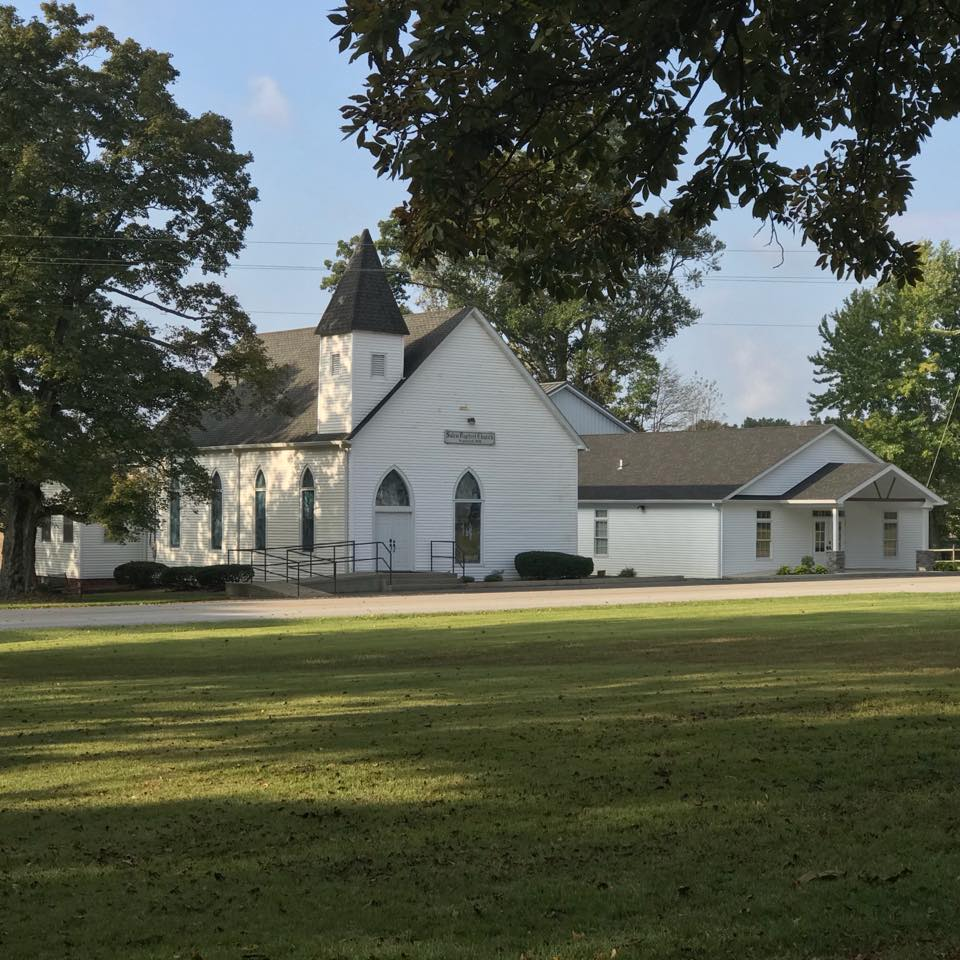
Salem Baptist Church (Kentucky)

- Church of the Holy Family (Cahokia Heights, Illinois)
- Cumberland Presbyterian Church (Clarendon, Arkansas)
- Christian Church of Gilroy
- Salem Baptist Church (Kentucky)
- Shiloh Meeting House and Cemetery
- St. James Episcopal Church (Grosse Ile, Michigan)
- St. Severin's Old Log Church
- Old Pine Church

### フランス
- Église Sainte Catherine, オンフルール
  - フランスで最古かつ最大の木造教会

### ドイツ
- クラウスタール＝ツェラーフェルト Clausthal-Zellerfeld
- ファレル Varel

### カルパチア山脈（大ハンガリーの外輪部）一帯に分布するもの

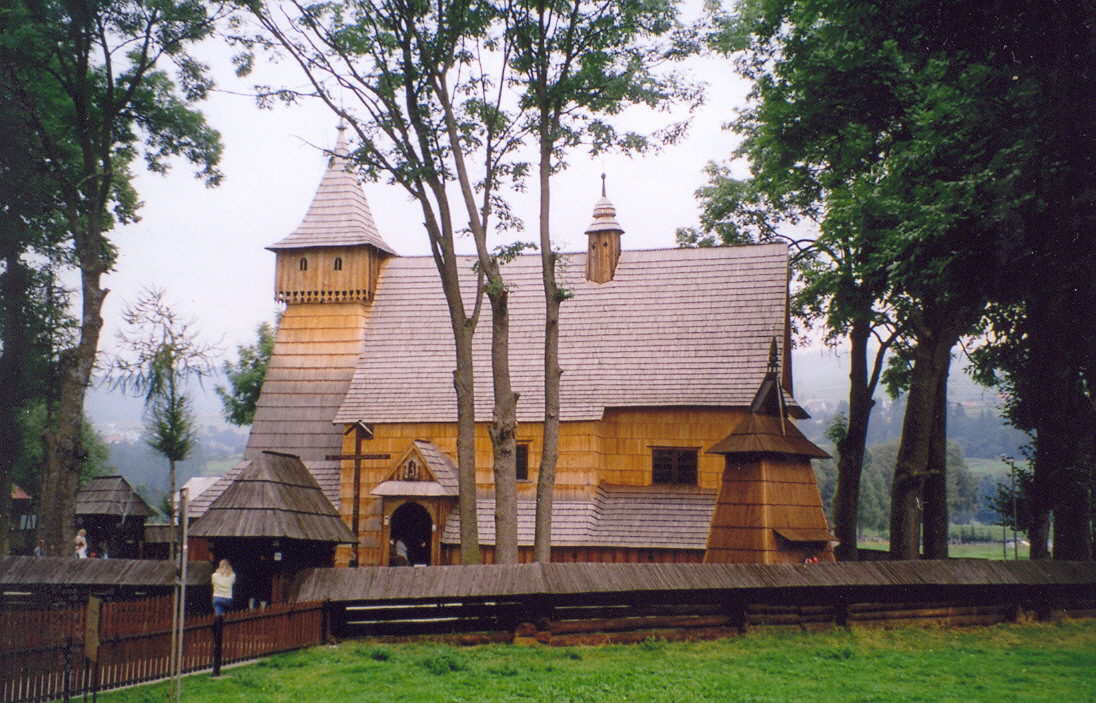
ポーランドの大天使ミカエル聖堂

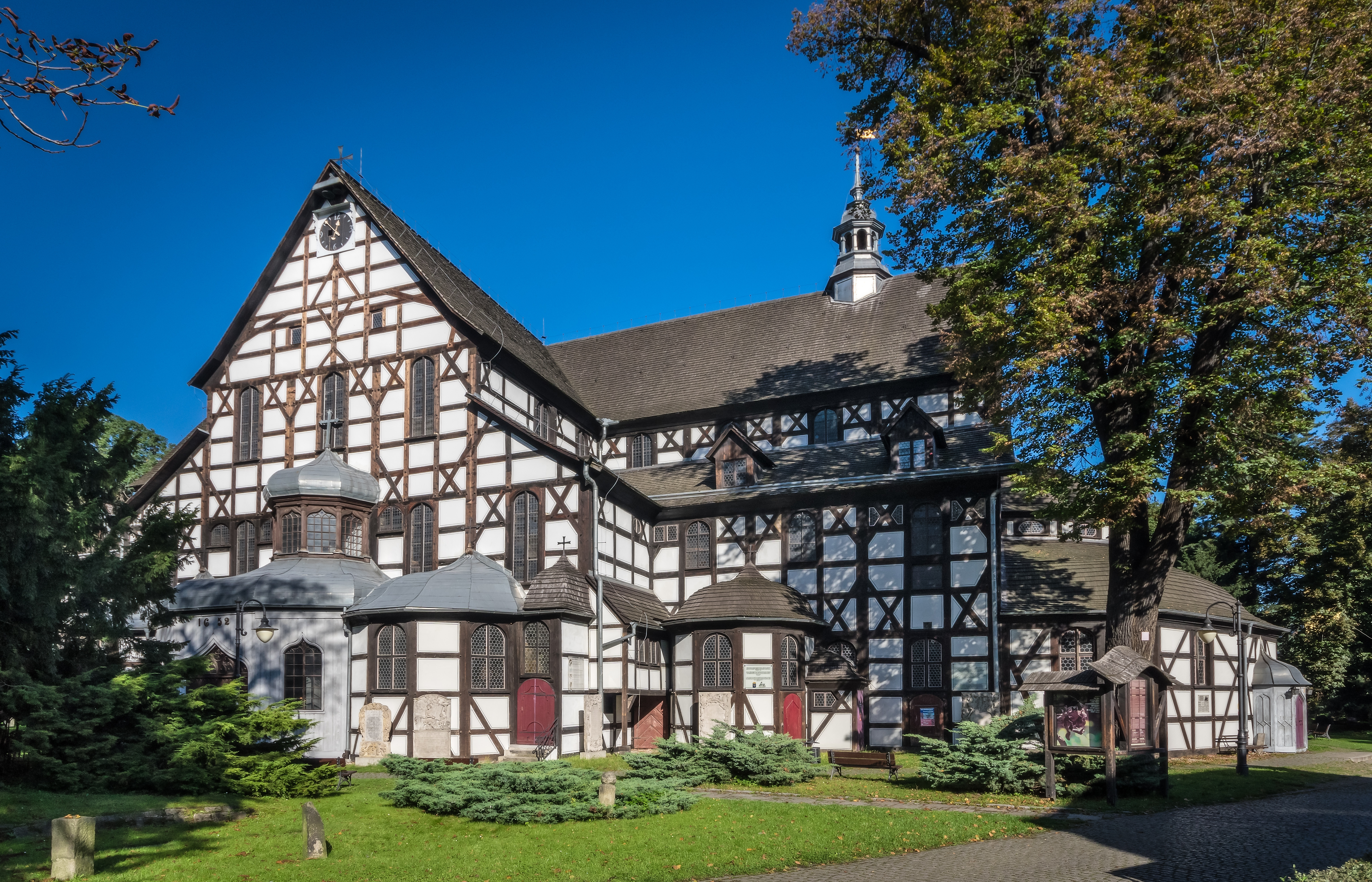
ポーランドにあるシフィドニツァの平和教会

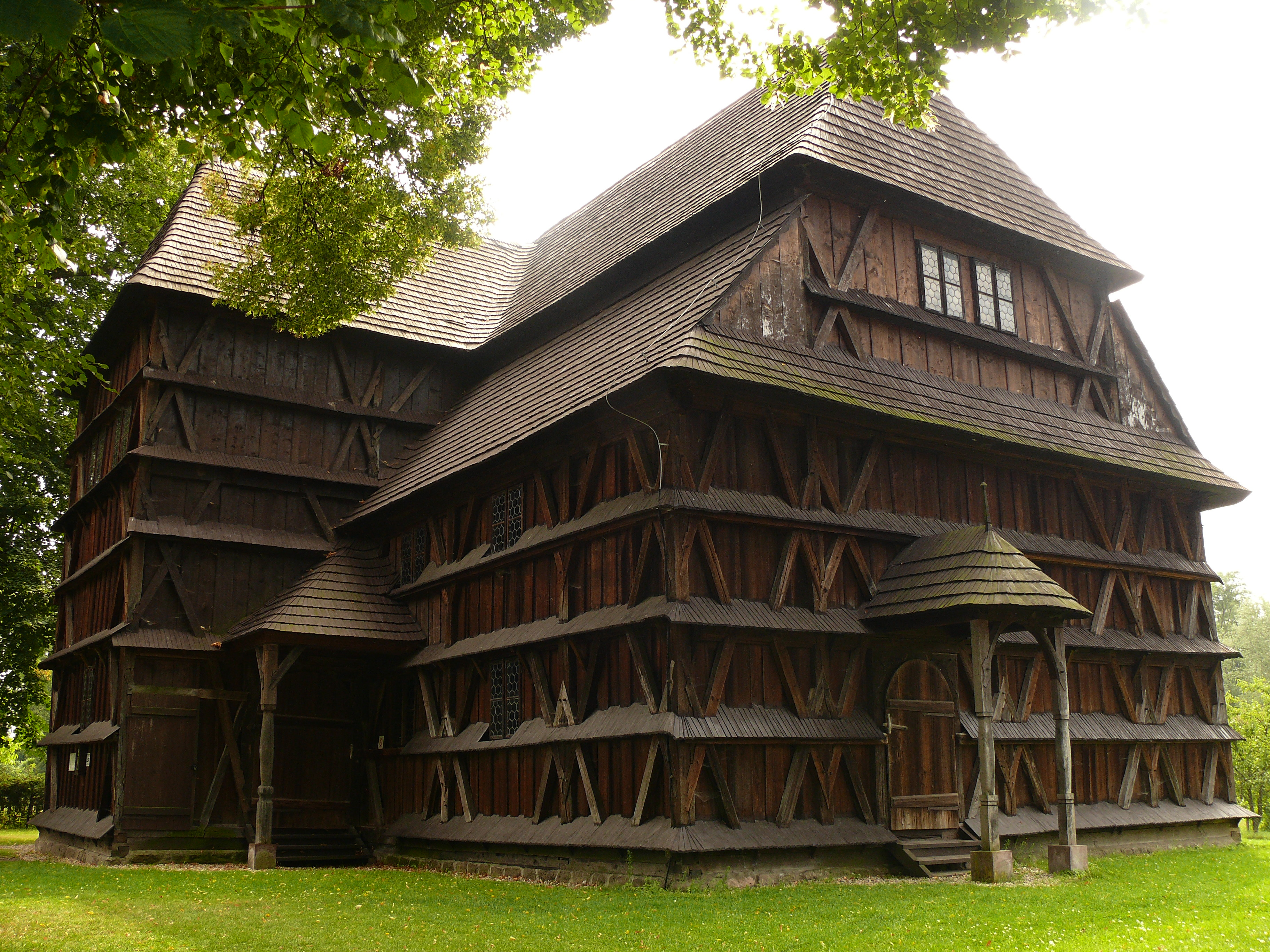
スロバキア・フロンスクの木造教会

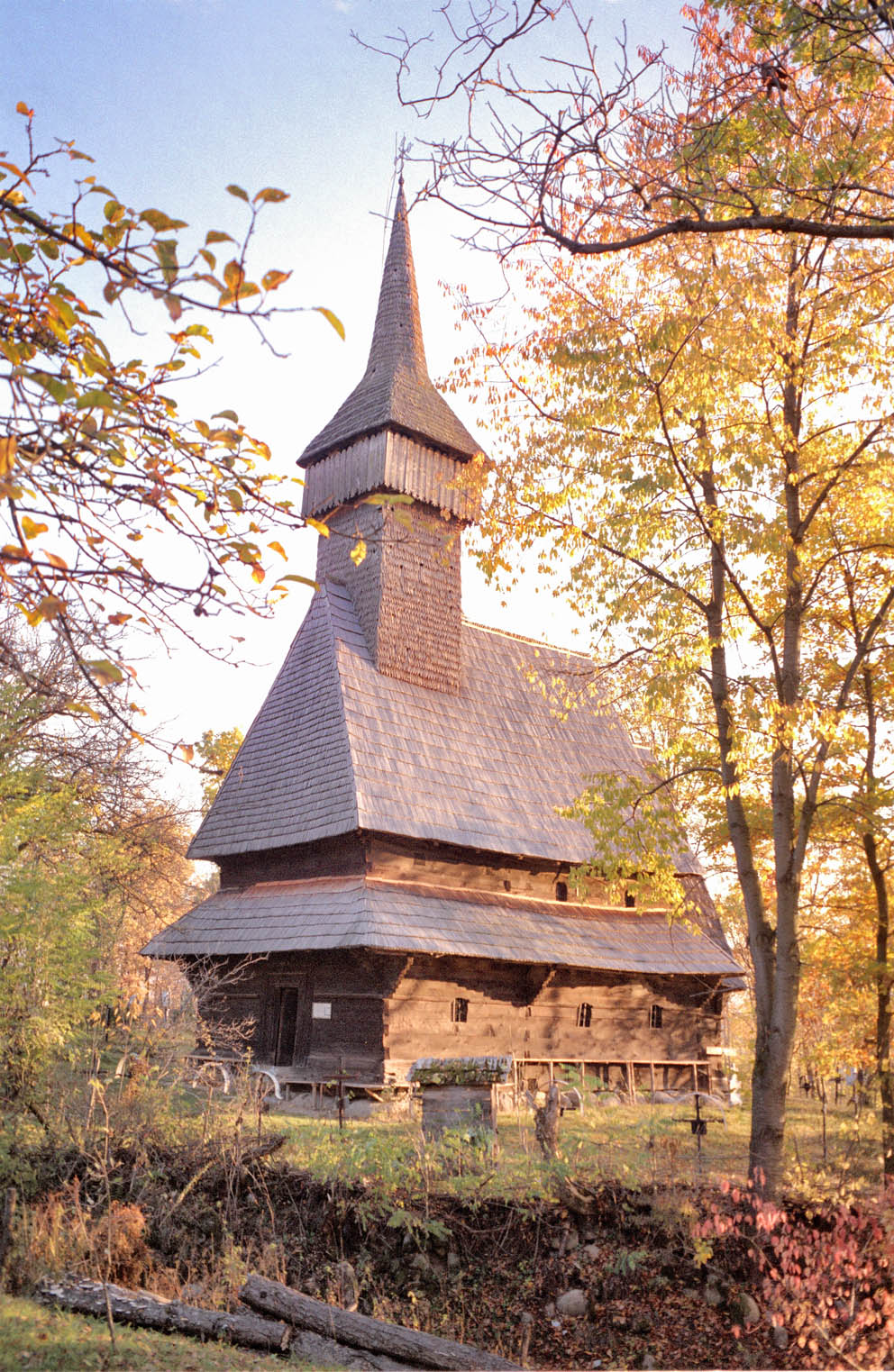
ルーマニア・マラムレシュ地方の木造聖堂

#### ウクライナ（カルパチア山脈寄りの地方とカルパート・ウクライナ）
- ドロホビチ - 巨大な教会はシュテットルと共に観光地となっている

#### ポーランド
- ポトカルパチェ県

東端（下流からスロバキアへ）
ホシュフ・ギリシア正教教会 Hoszów ;    
ルヴニャ Równia
ラベ Rabe
ビストレ Bystre
チャルナ・グルナ Czarna Górna
ミフニョヴェツ Michniowiec
ルトヴィスカ Lutowiska かスモルニク Smolnik
中部・西端
シチャヴネ Szczawne
トゥジャニスク Turzańsk
ジェペチ Rzepedź
コタン Kotan
シフョントコヴァ・ヴィェルカ Świątkowa Wielka
参考リンク : Bieszczady Serwis - Cerkwie(by Stanisław Orłowski)
Cerkiewki - Bieszczady i Pogórze Przemyskie
- マウォポルスカ県

マウォポルスカ南部の木造聖堂群も参照。
東部
ビナロヴァ Binarowa
シンバルク Szymbark
センコヴァ Sękowa
ポラニ Polany
ベレスト Berest
モフナチュカ・ニジュナ Mochnaczka Nyżna
ウォムニツカ・ズドルイ Łomnica Zdrój
ティリチ Tylicz
ポヴロジニク Powroźnik
アンジェユフカ Andrzejówka か ジェギェストゥフ Źegiestów
西部
ラプカ・ズドルイ Rabka Zdrój
ウォプシュナ Łopuszna
デンブノ Dębno
トリプシュ Trybsz
- シロンスク県

シチルク Szczyrk
マリンカ Malinka
- ドルヌィ・シロンスク県

ヤヴォルとシフィドニツァの平和教会群

#### スロバキア
- カルパティア山脈地域のスロバキア側の木造教会群も参照。
- プレショフ県（旧ゼンプレーン県北部）

東端
ウリチスケー・クリヴェー Uličské Krivé
ルスキー・ポトク（オロスパタク） Ruský Potok / Oroszpatak
トポリャ Topoľa
カルナー・ロストカ Kalná Roztoka
フラボヴァー・ロストカ  Hrabová Roztoka
ルスカー・ビストラー Ruská Bystrá（コシツェ県）
イノフツェ Inovce（コシツェ県）
北部
ボドルジャル Bodružal ほか
プリクラ Prikra
ヴィシュニー・コマールニク Vyšný Komárnik
クライナー・ポリャナ Krajná Poľana
ドブロスラヴァ Dobroslava
ラドミロヴァー Ladomirová
シェメトコヴィツェ Šemetkovce
ポトキ Potoky
コジャニ Kožany
トロチャニ Tročany
ヘルヴァルトフ Hervartov
クリヴェー Krivé
イェドリンカ Jedlinka
フリチュカ Frička
→ポーランドへ
中部
ブレジャニ Brežany（プレショフ近郊）
フラニツニェ Hranicne（ポーランド国境）
タトランスカー・ロムニツァ Tatranská Lomnica（スタリー・スモコヴェツ近郊）
ヴェリキー・スラフコフ Veľký Slavkov（ポプラト近郊）
- ジリナ県（旧リプトー県、旧アールヴァ県、旧トゥローツ県、旧トレンチェーン県北部）

ラジスコ Lazisko（リプトフスキー・ミクラーシュ近郊）
イスチェブネー Istebné（ドルニー・クビーン近郊）
レシチニ Leštiny かマラチナー Malatiná（ドルニー・クビーン近郊）
トヴルドシーン Tvrdošín かブレゾヴィツァ Brezovica

#### ルーマニア
ルーマニア地方では民族にかかわらず、木造建築が主流である。
- マラムレシュの木造聖堂群

- モルダヴィア

モルダヴィツァ修道院

### チリ

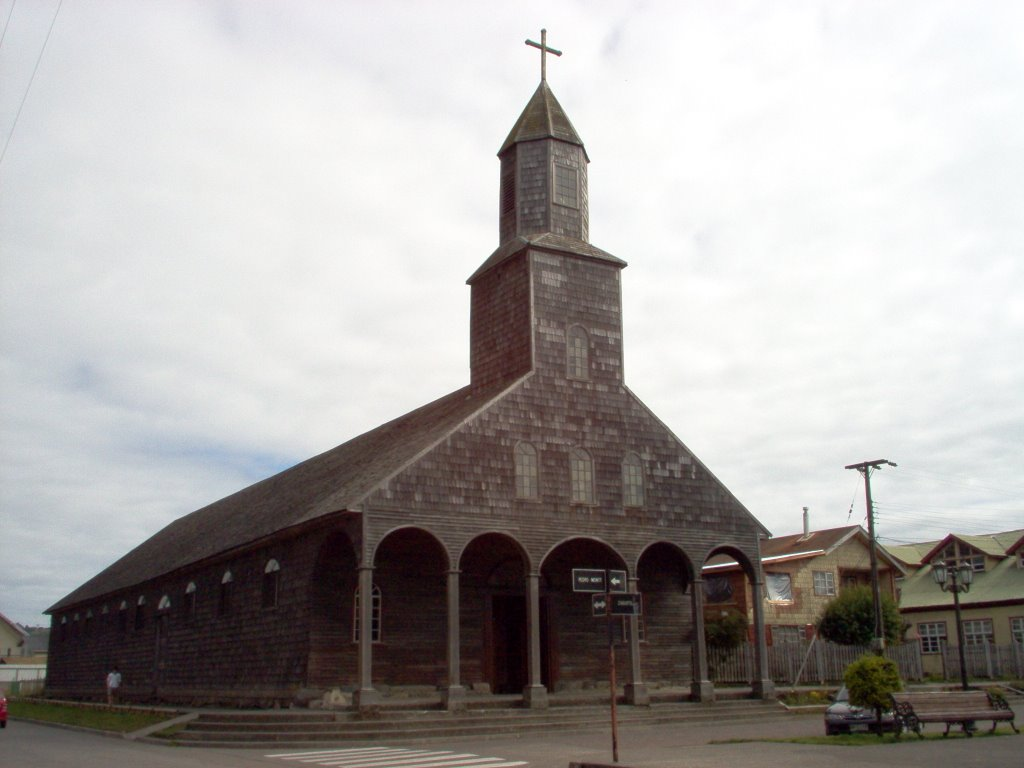
アチャオ教会

- チロエの教会群を参照。

## 歴史
もともと木の豊富なヨーロッパでは木造建築が主流であったが、次第に石造建築に変えられていったという歴史がある。